# Hadres
Hadres (zastarale česky Hedresy) je městys v Rakousku ve spolkové zemi Dolní Rakousy v okrese Hollabrunn. Žije zde přibližně 1 700 obyvatel.

## Geografie

### Geografická poloha
Hadres se nachází ve spolkové zemi Dolní Rakousy v regionu Weinviertel. Leží přibližně 16 km severně od okresního města Hollabrunn. Rozloha území městyse činí 34,46 km², z nichž 9% je zalesněných.

### Části obce
Území městyse Hadres se skládá ze tří částí (v závorce uveden počet obyvatel k 1. 1. 2015):
- Hadres (690)
- Obritz (560)
- Untermarkersdorf (437)

Katastrální území jsou Hadres, Obritz a Untermarkersdorf.

### Sousední obce
- na severu: Vrbovec (CZ), Strachotice (CZ)
- na východu: Seefeld-Kadolz, Mailberg
- na jihu: Wullersdorf
- na západu: Alberndorf im Pulkautal

## Politika

### Obecní zastupitelstvo
Obecní zastupitelstvo se skládá z 19 členů. Od komunálních voleb v roce 2015 zastávají následující strany tyto mandáty:
- 13 ÖVP
- 6 SPÖ

### Starosta
Nynějším starostou městyse Hadres je Karl Weber ze strany ÖVP.

## Galerie

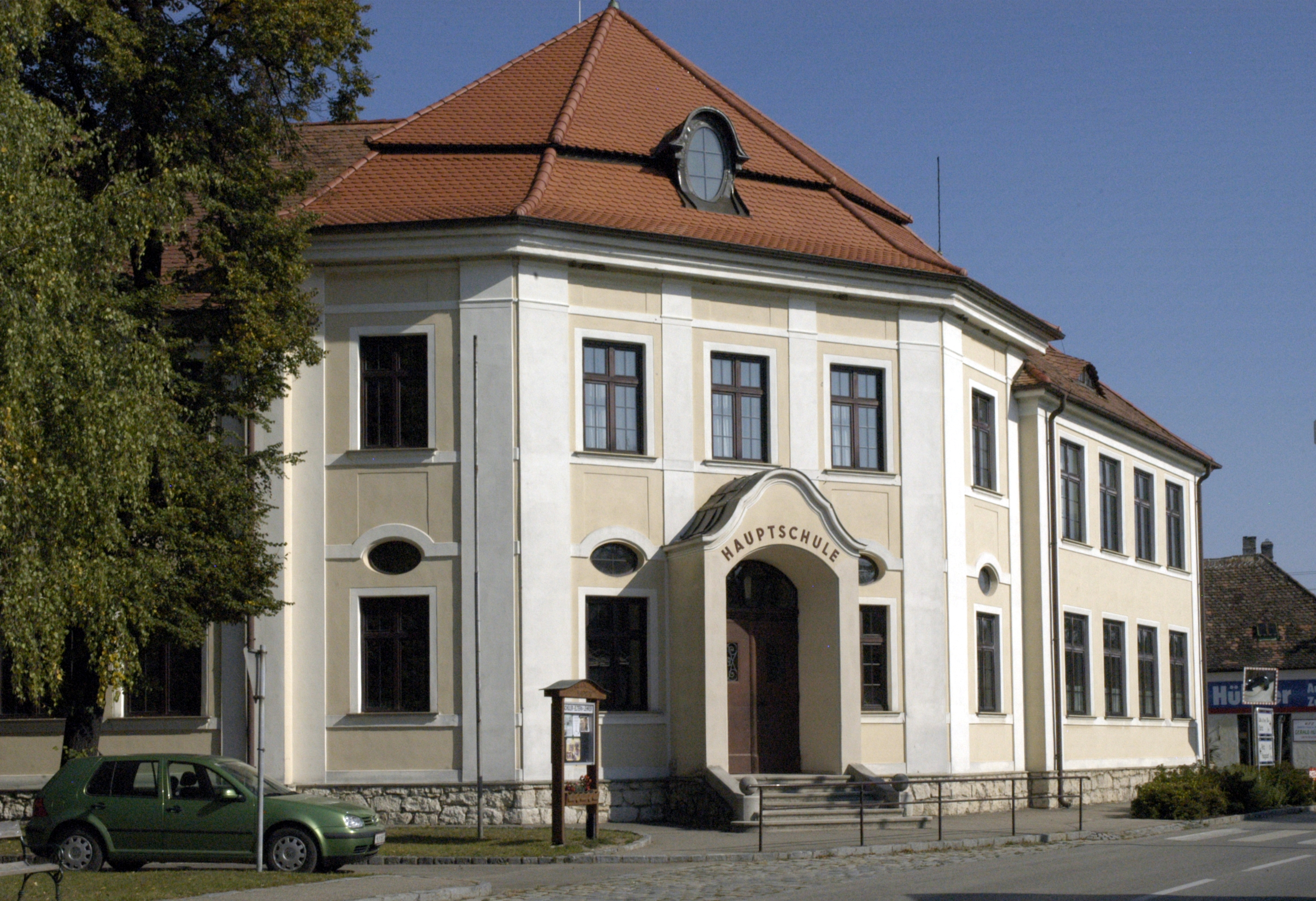
Škola v Hadres
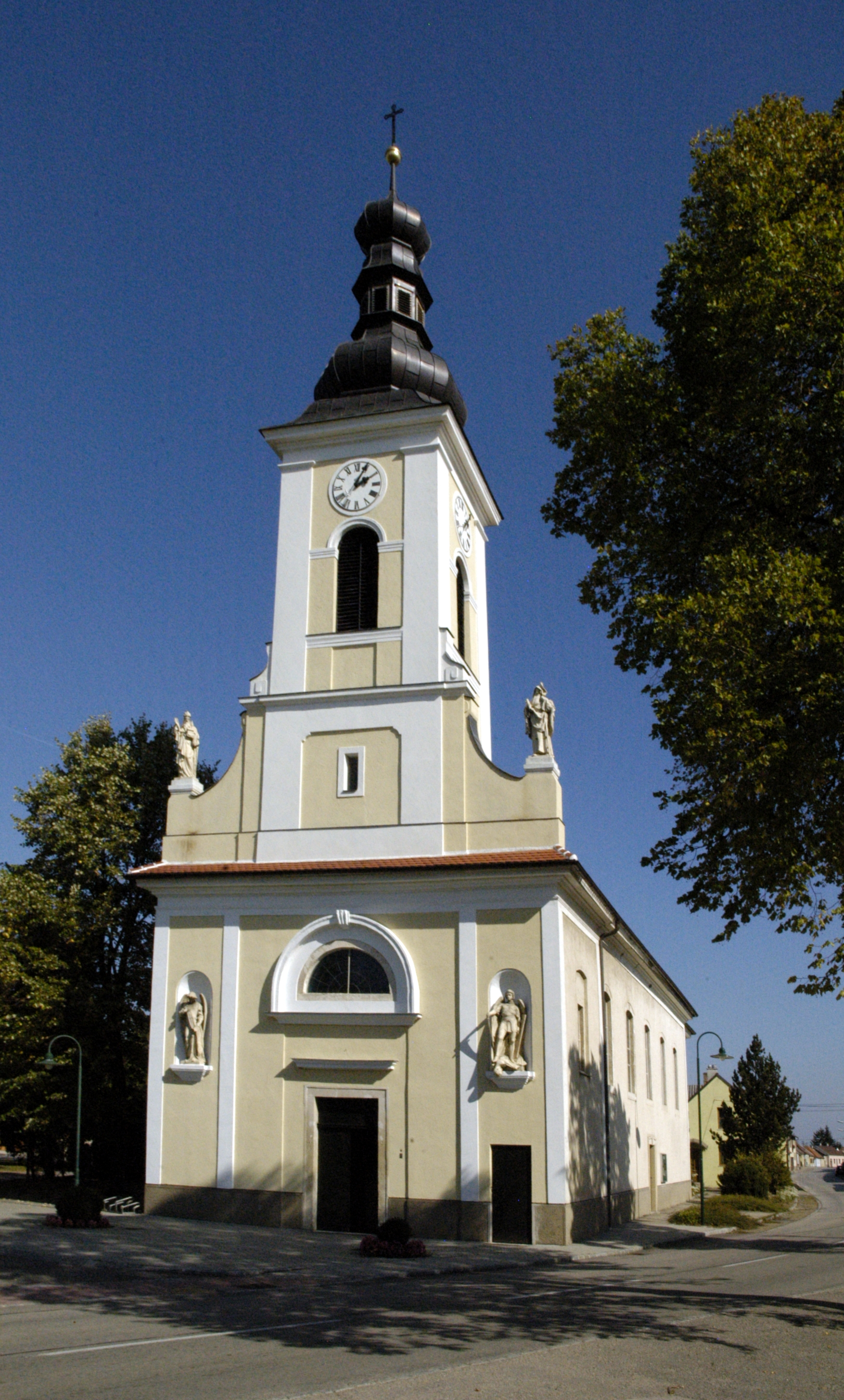
Kostel v Obritz
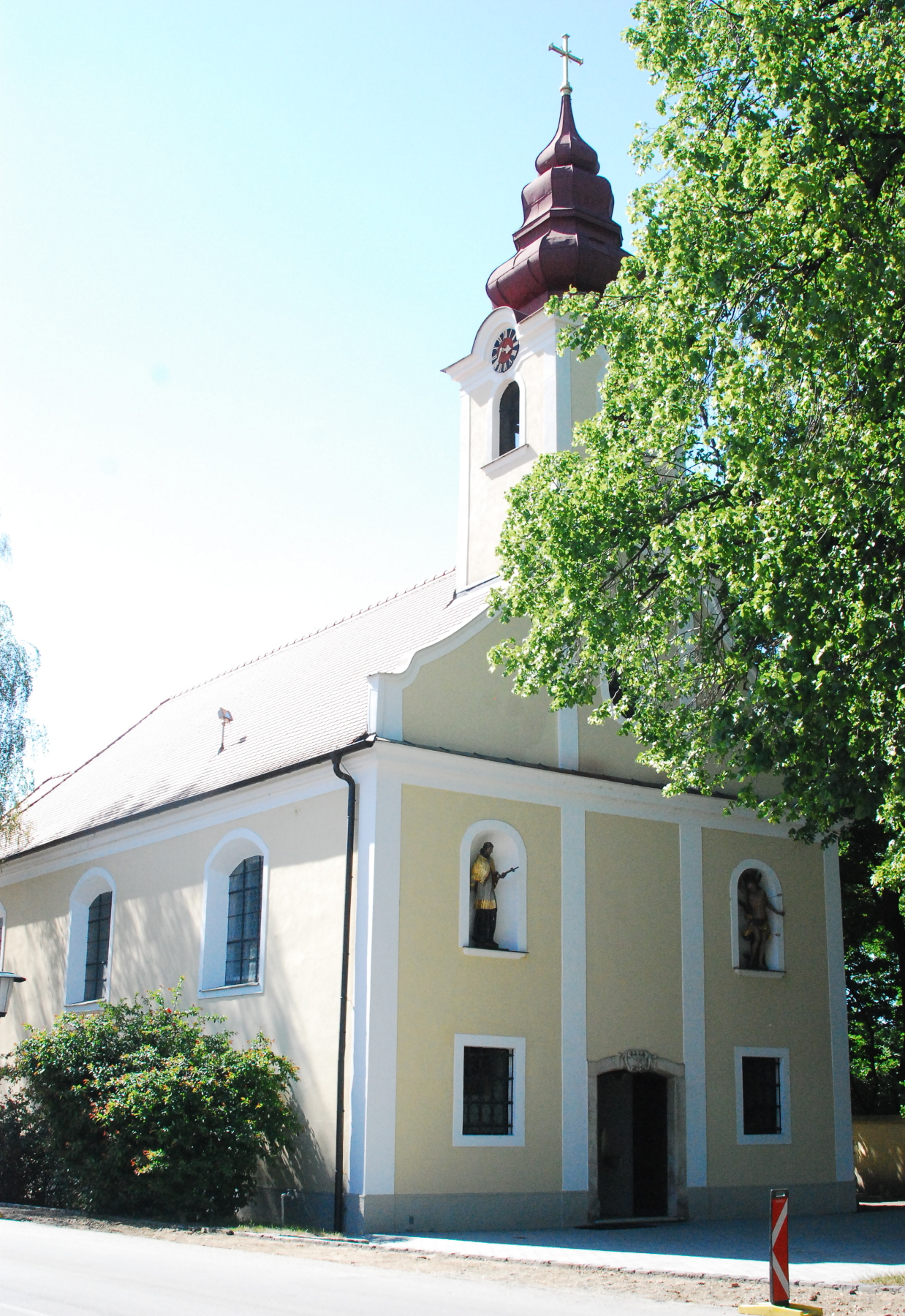
Kostel v Untermarkersdorfu
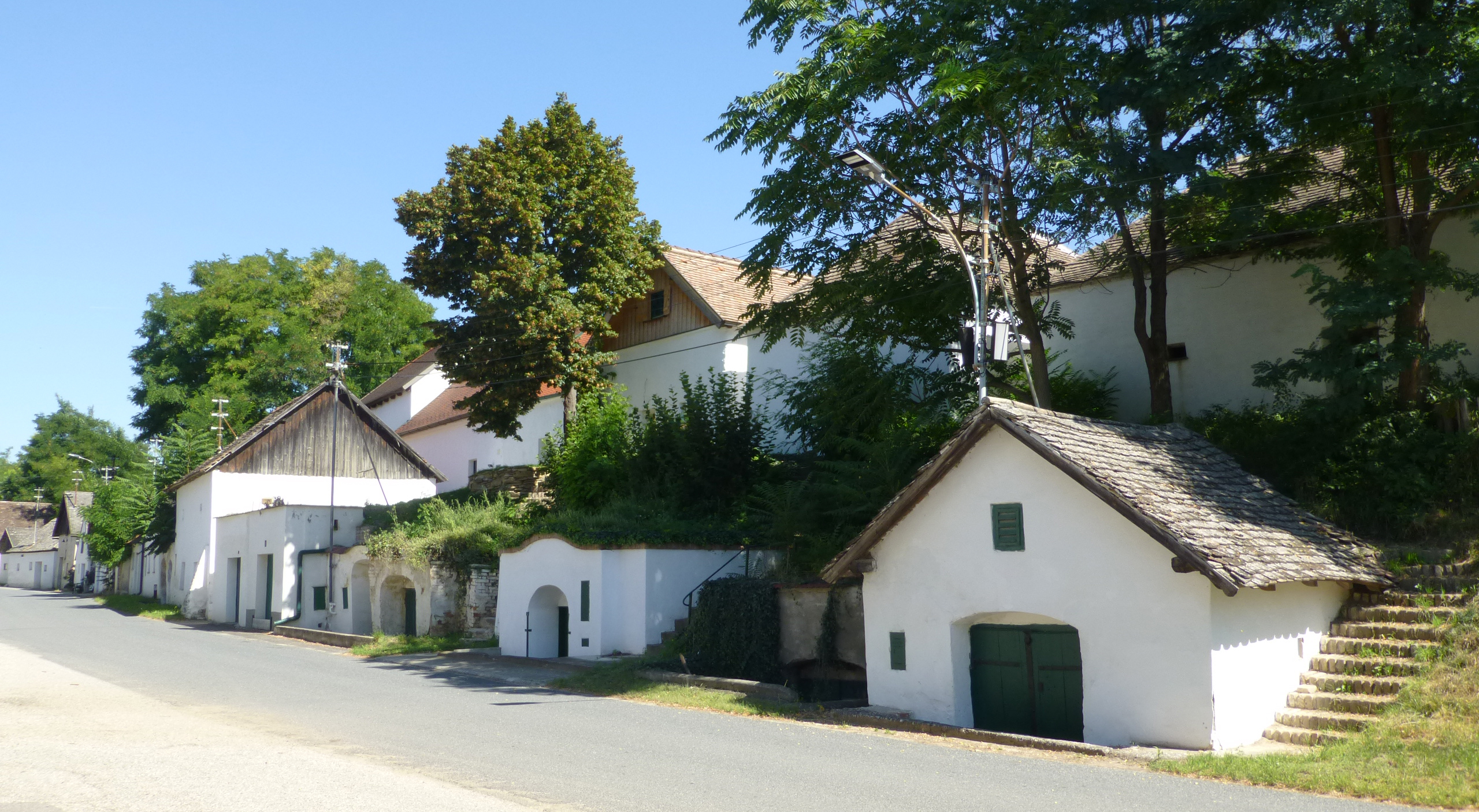
Kellergasse („Sklepní ulice“) v Hadres
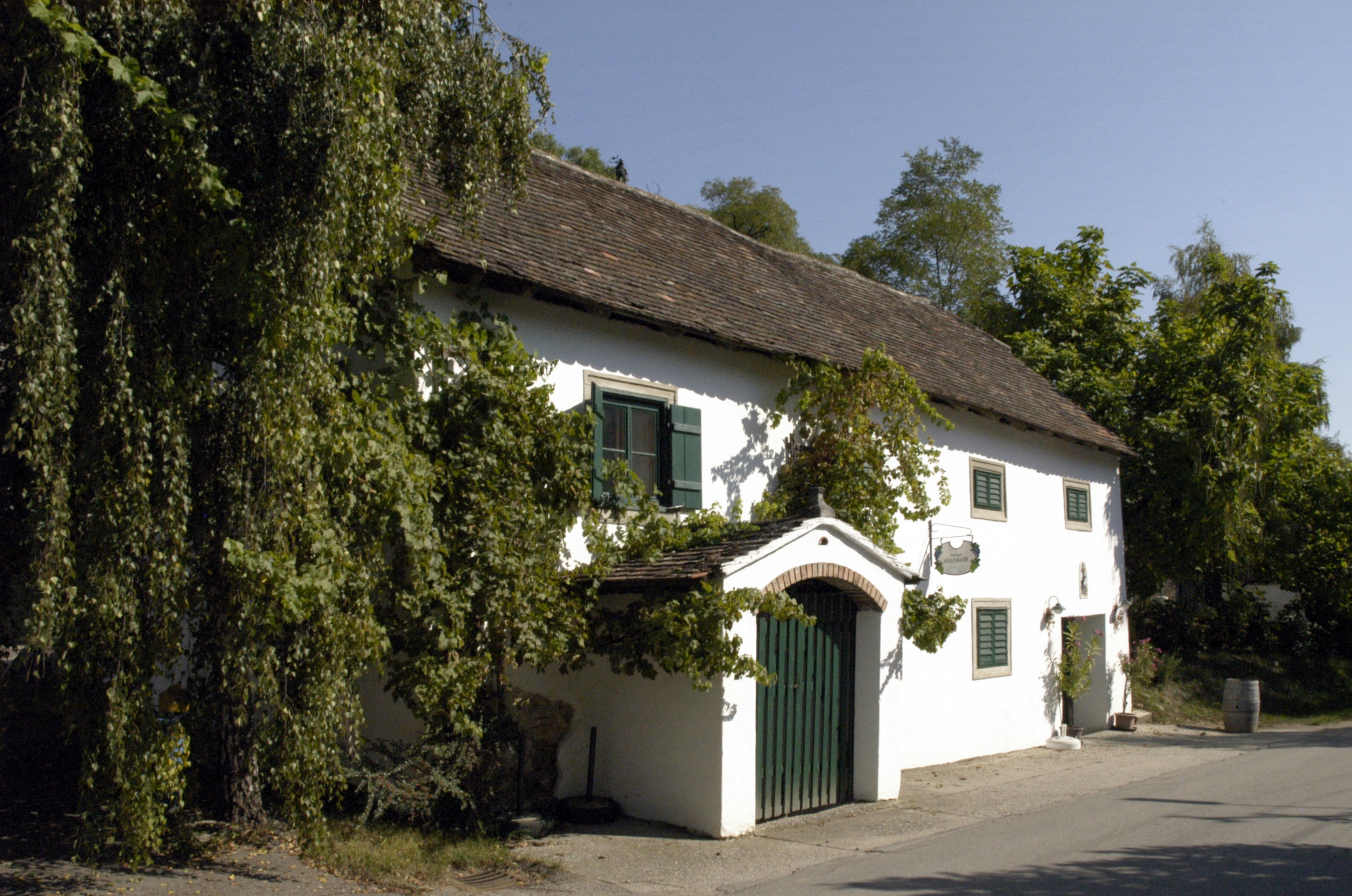
Vinný sklep v Untermarkersdorfu